# 布考豪普特格拉本河

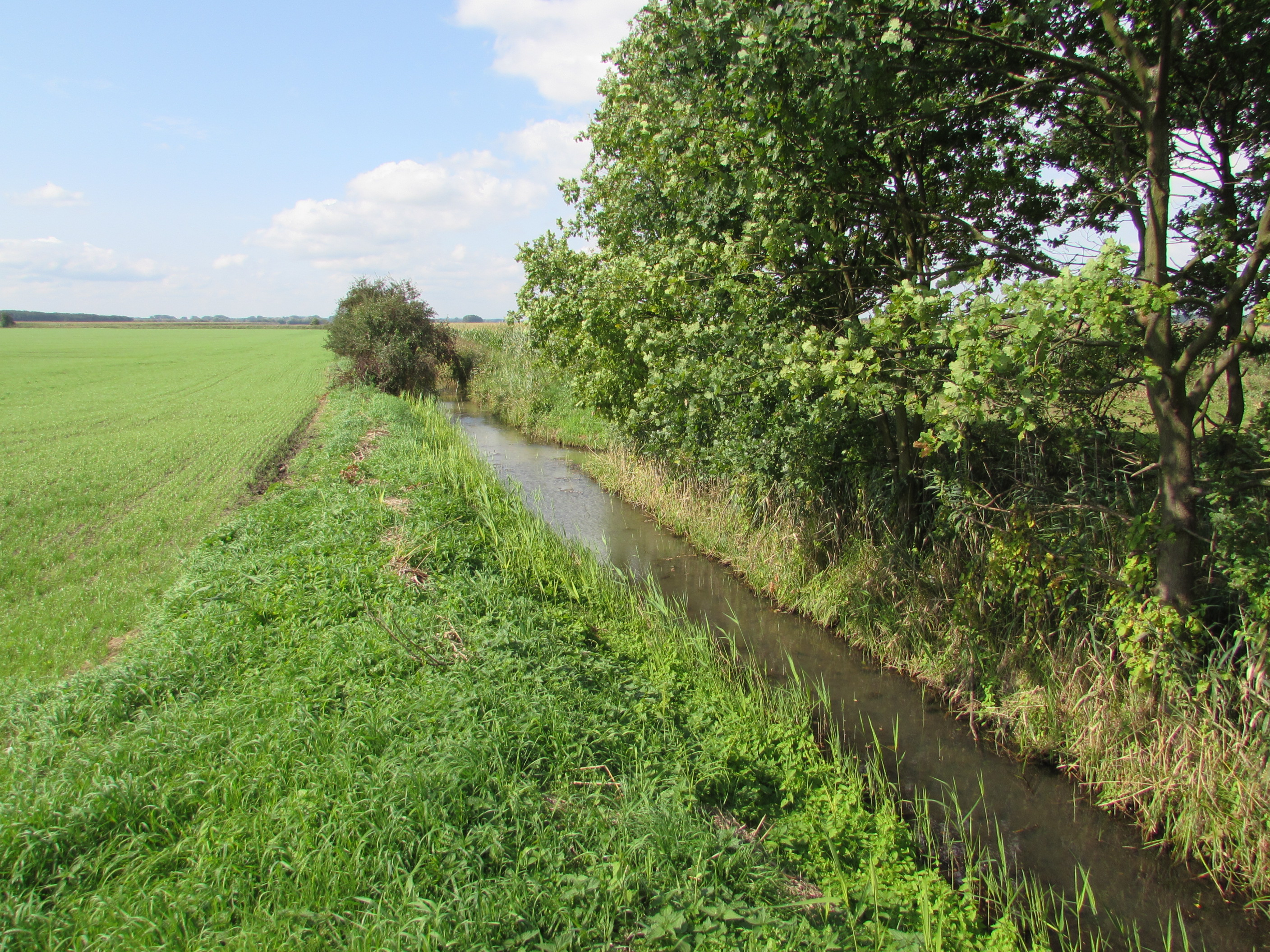

52°19′13″N 12°24′02″E / 52.32023°N 12.40060°E
布考豪普特格拉本河（德語：Buckauer Hauptgraben），是德國的河流，位於該國東北部，由勃蘭登堡州負責管轄，屬於布考河的支流，河道全長14.2公里，流域面積50.2平方公里。